# Hamilton F. Kean
Hamilton Fish Kean, född 27 februari 1862 i Union County, New Jersey, död 27 december 1941 i New York, var en amerikansk republikansk politiker. Han representerade delstaten New Jersey i USA:s senat 1929-1935. Brodern John Kean var senator för New Jersey 1899-1911.
Kean gick i skola i St. Paul's School i Concord, New Hampshire. Han var sedan verksam inom bankbranschen.
Kean besegrade sittande senatorn Edward I. Edwards i senatsvalet 1928 med 57,8% av rösterna mot 41,8% för Edwards. Kean kandiderade till omval efter en mandatperiod i senaten men besegrades av demokraten A. Harry Moore.
Keans grav finns på Green-Wood Cemetery i Brooklyn.